# János Reznák
János Reznák (* 12. Dezember 1930 in Cegléd; † 11. Juni 1988 ebenda) war ein ungarischer Ringer.

## Werdegang
János Reznák begann als Jugendlicher mit dem Ringen. Zu Beginn seiner Karriere betätigte er sich dabei in beiden Stilarten, dem freien und dem griechisch-römischen Stil. Von 1947 bis 1966 gehörte er dem Sportclub Ceglédi Vasutas Sportegyes an. Er war nur 1,78 Meter groß und wog als Schwergewichtler ca. 110 kg.
Erstmals als Ringer auf sich aufmerksam machen konnte er 1955, da war er schon 24 Jahre alt und belegte bei der ungarischen Meisterschaft im griechisch-römischen Stil im Halbschwergewicht hinter Gyula Kovács und János Solyom den 3. Platz. Ab diesem Zeitpunkt gehörte er zum weiteren Kreis der ungarischen Nationalmannschaft der Ringer.
Im Juli 1956 gelang ihm bei einem internationalen Turnier in Budapest ein bemerkenswerter Erfolg. Er siegte dort im griechisch-römischen Stil im Halbschwergewicht vor dem schwedischen Olympiasieger von 1948 Karl-Erik Nilsson und dem starken Türken Adil Atan. 1957 wechselte er vom Halbschwergewicht in das Schwergewicht und wurde noch im gleichen Jahr in beiden Stilarten ungarischer Meister. Im November 1957 rang er in Budapest in einem Länderkampf Ungarn gegen Schweden gegen den mehrfachen Weltmeister Bertil Antonsson und unterlag diesem nach Punkten. Im November 1957 rang er, wieder in Budapest, im Rahmen eines Länderkampfes Ungarn gegen die Bundesrepublik Deutschland im griechisch-römischen Stil im Schwergewicht gegen Wilfried Dietrich, wurde von diesem allerdings nach 7 Minuten geschultert. Die reguläre Kampfzeit betrug seinerzeit noch 15 Minuten.
1958 wurde János Reznák wieder ungarischer Meister in beiden Stilarten im Schwergewicht. Im gleichen Jahr wurde er auch erstmals bei einer internationalen Meisterschaft, der Weltmeisterschaft in Budapest, im griechisch-römischen Stil im Schwergewicht eingesetzt. Er siegte dort über Lazar Bujor aus Rumänien, rang dann gegen Hamit Kaplan aus der Türkei und Iwan Bohdan aus der Sowjetunion unentschieden und verlor in seinem vierten Kampf gegen Ljutwi Dschiber Achmedow aus Bulgarien. Er belegte damit den 5. Platz.
1959 erschien auf der ungarischen Ringermatte im Schwergewicht ein neuer Star, nämlich István Kozma. Dieser wurde 1959 erstmals ungarischer Meister im griechisch-römischen Stil im Schwergewicht und wurde später auch Olympiasieger und vielfacher Weltmeister. János Reznák konnte Kozma nicht besiegen. Da sich Kozma jedoch, zumindest bei den internationalen Meisterschaften, auf den griechisch-römischen Stil konzentrierte, rang Janos Reznak nur noch im freien Stil. Er wurde in diesem Stil dann 1959 auch wieder ungarischer Meister im Schwergewicht. Diesen Titel gewann er auch noch 1960, 1963 und 1964.
Bei der Weltmeisterschaft 1959, die in diesem Jahr in Teheran im freien Stil ausgetragen wurde, kam er nicht zum Einsatz. Er rang aber 1959 noch in zwei Vergleichskämpfen Ungarn gegen RSFSR (Teilrepublik der UdSSR) im freien Stil gegen Sawkuds Dsabojewitsch Dsarassow und gegen Boris Kulajew, wurde aber von beiden geschlagen.
1960 war er bei den Olympischen Spielen in Rom im freien Stil im Schwergewicht am Start. Er siegte in Rom gegen Bill Kerslake aus den Vereinigten Staaten, rang dann gegen Ray Mitchell aus Australien unentschieden, siegte in seinem dritten Kampf gegen Kenneth Richmond aus Großbritannien und rang dann gegen Ljutwi Dschiber Achmedow unentschieden. Da er damit 6 Fehlpunkte erreicht hatte, schied er aus und erreichte einen achtbaren 6. Platz. Olympiasieger in dieser Gewichtsklasse im freien Stil wurde in Rom Wilfried Dietrich.
Bei der Weltmeisterschaft 1961 in Yokohama siegte János Reznák gegen Hossein Noori aus dem Iran, rang dann gegen Wilfried Dietrich unentschieden, siegte über Bishwanat Singh aus Indien und unterlag dem damals noch sehr jungen und vor einer sagenhaft erfolgreichen Karriere stehenden Alexander Medwed aus der Sowjetunion. Medwedew wurde damit erstmals Weltmeister und Janos Reznak belegte einen respektablen 4. Platz.
Bei der Weltmeisterschaft 1962 in Toledo/USA rang János Reznák wiederum im Schwergewicht im freien Stil. Er siegte dort über Jiro Seki aus Japan, rang dann gegen Ragnar Svensson aus Schweden unentschieden, besiegte den US-Amerikaner Merrell Solowin und unterlag schließlich seinem alten Rivalen Ljutwi Dschiber Achmedow. Er schied damit aus und kam auf den 5. Platz.
Bei der Weltmeisterschaft 1963 in Sofia gewann János Reznák im Schwergewicht dann seine erste und einzige Medaille bei einer internationalen Meisterschaft. Die Bronzemedailler erkämpfte er sich in Sofia mit einem Sieg über Aziz Keyani, aus dem Iran, einem Unentschieden gegen Wilfried Dietrich und gegen Bohumil Kubát aus der CSSR, gegen Alexander Iwanizki aus der Sowjetunion unterlag er, aber gegen Lutwi Dschiber Achmedow rang er wieder Unentschieden.
1964 war er auch wieder bei den Olympischen Spielen, die in  Tokio stattfanden, am Start. Er kam dort aber im Schwergewicht im freien Stil nach einer Niederlage gegen Ljutwi Dschiber Achmedow, einem Sieg über Tserendomoin Sanyaa aus der Mongolei und einer Niederlage gegen Alexander Iwanizki nur auf den 11. Platz.
János Reznák war danach auch noch bei der Weltmeisterschaft 1965 in Manchester dabei. Er rang dort gegen Roland Bock aus der Bundesrepublik Deutschland unentschieden, siegte über Stefan Stingu aus Rumänien und verlor danach gegen Larry Kristoff aus den Vereinigten Staaten und jegen Ljutwi Dschiber Achmedow. Er belegte damit in Manchester den 6. Platz.
1966 startete er auch bei der in diesem Jahr wieder eingeführten Europameisterschaft (vorher letzte Europameisterschaft 1949) in Karlsruhe. Er verlor in Karlsruhe aber sowohl gegen Giyasettin Yilmaz aus der Türkei als auch gegen Alexander Medwed und landete auf dem 8. Platz.
Danach beendete er seine internationale Ringerlaufbahn, in der er zwischen 1958 und 1966 fast mit der gesamten Weltelite (zumindest im freien Stil) auf der Matte stand und immer achtbare Ergebnisse erzielte.

## Internationale Erfolge
| Jahr | Platz | Wettbewerb                    | Stil | Gewichtsklasse | Ergebnisse |
| 1956 | 1.    | Intern. Turnier in Budapest   | GR   | HS             | vor Karl-Erik Nilsson, Schweden und Adil Atan, Türkei |
| 1958 | 5.    | WM in Budapest                | GR   | S              | nach einem Sieg über Lazar Bujor, Rumänien, Unentschieden gegen Hamit Kaplan, Türkei und Iwan Bohdan, UdSSR und einer Niederlage gegen Ljutwi Dschiber Achmedow, Bulgarien                                     |
| 1960 | 6.    | OS in Rom                     | F    | S              | nach einem Sieg über Bill Kerslake, USA, einem Unentschieden gegen Ray Mitchell, Australien, einem Sieg über Kenneth Richmond, Großbritannien und einem Unentschieden gegen Ljutwi Dschiber Achmedow           |
| 1961 | 4.    | WM in Yokohama                | F    | S              | nach einem Sieg über Hossein Noori, Iran, einem Unentschieden gegen Wilfried Dietrich, Deutschland, einem Sieg über Bishwana Singh, Indien und einer Niederlage gegen Alexander Medwed, UdSSR                  |
| 1962 | 3.    | "Dan-Kolew"-Memorial in Sofia | F    | S              | hinter Ljutwi Dschiber Achmedow und Jussein Mechmedow, beide Bulgarien |
| 1962 | 5.    | WM in Toledo/USA              | F    | S              | nach einem 'Sieg über Jiro Seki, Japan, einem Unentschieden gegen Ragnar Svensson, Schweden, einem Sieg über Merrell Solowin, USA und einer Niederlage gegen Ljutwi Dchiber Achmedow                           |
| 1963 | 3.    | WM in Sofia                   | F    | S              | nach einem Sieg über Aziz Keyani, Iran, Unentschieden gegen Wilfried Dietrich und Bohumil Kubát, CSSR, einer Niederlage gegen Alexander Iwanizki, UdSSR und einem Unentschieden gegen Ljutwi Dschiber Achmedow |
| 1964 | 11.   | OS in Tokio                   | F    | S              | nach einer Niederlage gegen Ljutwi Dschiber Achmedow, einem Sieg über Tserendonoin Sanyaa, Mongolei und einer Niederlage gegen Alexander Iwanizki, UdSSR                                                       |
| 1965 | 6.    | WM in Manchester              | F    | S              | nach einem Unentschieden gegen Roland Bock, Bundesrepublik Deutschland, einem Sieg über Stefan Stingu, Rumänien und Niederlagen gegen Larry Kristoff, USA und Ljutwi Dschiber Achmedow                         |
| 1966 | 8.    | EM in Karlsruhe               | F    | S              | nach Niederlagen gegen Giyasettin Yilmaz, Türkei und Alexander Medwed |

## Ungarische Meisterschaften
János Reznák wurde 1957 und 1958 ungarischer Meister im griechisch-römischen Stil und 1957, 1958, 1959, 1960, 1963 und 1964 im freien Stil, jeweils im Schwergewicht
Erläuterungen
- OS = Olympische Spiele, WM = Weltmeisterschaft, EM = Europameisterschaft
- GR = griechisch-römischer Stil, F = freier Stil
- Gewichtsklassen: Halbschwergewicht, bis 1961 bis 87 kg, ab 1962 bis 97 kg Körpergewicht; Schwergewicht, bis 1961 über 87 kg und ab 1962 über 97 kg Körpergewicht